# باتي ويلر
باتي ويلر (بالإنجليزية: Patti Wheeler)‏ هي سيدة أعمال أمريكية، ولدت في 11 يونيو 1963 في تشارلوت في الولايات المتحدة.